# هلال حميد
هلال حميد، لاعب كرة قدم عماني سابق. لعب مع منتخب عمان لكرة القدم.

## كأس الخليج

### كأس الخليج 1986
و قد سجل هدف في مرمى منتخب قطر لكرة القدم، وقد سجلتة ؤمرمى منتخب العراق لكرة القدم.

### كأس الخليج 1990
و قد سجل هدف في مرمى منتخب الإمارات لكرة القدم، وقد سجل هدف في مرمى منتخب قطر لكرة القدم.